# Billy Kelly
Billy Kelly (* 1. Mai 1945 in Kilkenny), seltener auch Bill Kelly, ist ein ehemaliger irischer Snookerspieler, der zwischen 1981 und 1994 für dreizehn Saisons Profispieler war. In dieser Zeit erreichte er dreimal das Viertelfinale der Irish Professional Championship (einmal war er allerdings direkt für diese Runde gesetzt), die Runde der letzten 32 der International Open 1982 und Rang 44 der Snookerweltrangliste. Als Amateur konnte er die Pontins Autumn Open 1977 gewinnen.

## Karriere
Kelly wurde 1945 in Kilkenny geboren und zog mit circa 16 Jahren nach Manchester. Später heiratete er und bekam drei Töchter. Er machte erstmals auf sich aufmerksam, als er 1977 gegen George Scott die Pontins Autumn Open gewinnen konnte. 1979 stand er im Viertelfinale der Qualifikation für die English Amateur Championship, unterlag aber Colin Roscoe. Ein Jahr später verlor er bereits im Achtelfinale gegen Steve Duggan. Im selben Jahr nahm er am Professional Ticket Event teil und zog ins Halbfinale ein, unterlag dann aber seinem Landsmann Eugene Hughes. Im Mai 1981 wurde er Profispieler.

### Erste Profijahre
Kellys erste Profisaison war die Spielzeit 1981/82, in der er jedoch kein einziges Spiel gewinnen konnte. Folglich gelang es ihm auch nicht, sich auf der Weltrangliste zu platzieren. Die nächste Saison begann er jedoch mit zwei Siegen über Geoff Foulds und Ian Williamson bei den International Open, sodass er die erste Hauptrunde respektive die Runde der letzten 32 erreichte, dort aber gegen Alex Higgins verlor. Ebenjene Runde erreichte er dank eines Sieges über den erkrankten Jack Fitzmaurice auch bei der UK Championship, die zu dieser Zeit im Gegensatz zu den International Open kein Ranglistenturnier waren. Weitere Siege konnte er gegen Altmeister Fred Davis in der Vor-Qualifikations-Gruppenphase des International Masters und gegen Bert Demarco in der Qualifikation für die Snookerweltmeisterschaft erringen. Zum Ende der Saison wurde er schließlich auf Weltranglistenplatz 44 geführt; dem besten Platz seiner Karriere.
Die nächste Saison war jedoch wieder mehr geprägt von Niederlagen; Kelly gewann lediglich einige Spiele beim International Masters. Dort überstand er mit zwei Siegen über Jim Meadowcroft und Ian Williamson die Qualifikations-Gruppenphase, konnte aber in der ersten Gruppenphase der Hauptrunde in einer Gruppe mit Steve Davis und Doug Mountjoy nicht einmal einen Frame gewinnen. Auf der Weltrangliste rutschte er zum Saisonende auf Rang 59 ab. In der Saison 1984/85 gelang es dann Kelly, immerhin bei zwei Turnieren mindestens ein Spiel zu gewinnen. Bei den International Open zog er dabei mit Siegen über John Hargreaves und Warren King in die Runde der letzten 48 ein und unterlag Silvino Francisco, bevor er bei der Irish Professional Championship Paul Watchorn besiegte und im anschließenden Viertelfinale gegen Eugene Hughes verlor. Trotzdem musste er auf der Weltrangliste eine Verschlechterung auf Rang 71 hinnehmen.

### Abstieg aus den Top 100
Auch in der Saison 1985/86 gelang es Kelly, bei zwei Turnieren ein Auftaktspiel zu gewinnen. Er erreichte dank eines Sieges über Jim Donnelly die Runde der letzten 64 des Grand Prix, verlor dort aber gegen Silvino Francisco, und mit einem Sieg über Jackie Rea das Viertelfinale der Irish Professional Championship, in dem er sich Dennis Taylor geschlagen geben musste. Trotzdem rutschte er auf der Weltrangliste nun auf Rang 88 ab. Auch wenn er in der nächsten Saison viermal eine Runde der letzten 96 erreichte und dann ausschied, verstärkte sich diese Entwicklung, sodass er nur noch auf Rang 102 platziert war.
In der Saison 1987/88 konnte Kelly nur noch drei Teilnahmen an einer Runde der letzten 96 vorweisen, wo er jedes Mal zudem ausschied. Eine dieser drei Runden hatte er zudem nicht einmal aus eigener Kraft, da er beim Grand Prix von der kampflosen Aufgabe Bernie Mikkelsens profitierte. Auf der Weltrangliste verlor er infolge dieser Misserfolge weitere acht Plätze. Identisch verlief die folgende Saison, in der er zweimal aus eigener Kraft die Runde der letzten 96 erreichen konnte und diesmal beim Canadian Masters von Paul Gibsons kampfloser Aufgabe profitierte. Dennoch verlor er weiterhin auf der Weltrangliste an Boden, diesmal verlor er neun weitere Plätze und wurde somit nur noch auf Rang 119 geführt.

### Letzte Profijahre
Die Saison 1989/90 verlief etwas besser für Kelly, als er viermal aus eigener Kraft die Runde der letzten 96 erreichte, ansonsten aber alle Spiele verlor. Auf der Weltrangliste verlor er dadurch erneut sieben Plätze. In der nächsten Saison reduzierte er seine Turnierteilnahmen, hatte aber dadurch auch weniger Erfolg. Bei insgesamt fünf Turnieren gelang ihm nur ein einziges Mal – bei den British Open – der Einzug in die Runde der letzten 96, wo er gegen David Roe den Einzug in die Hauptrunde verpasste. Zum Saisonende wurde er auf Rang 127 geführt. Doch nachdem er in der Saison 1991/92 trotz mehr Teilnahmen kein einziges Spiel gewinnen konnte, stürzte er auf Rang 188 ab. Im Folgenden bestritt er keine weiteren Profispiele, sodass er später auf Rang 334 abstürzte. Infolgedessen beendete 1994 seine Profikarriere.

### Weiteres Leben
Zwischen 2002 und 2013 nahm Kelly mehrfach als Amateur an der Qualifikation für die Snookerweltmeisterschaft teil, konnte aber nie ein Spiel gewinnen. 2013 versuchte er zudem sein Glück bei der World Seniors Championship, musste sich aber ebenfalls sofort geschlagen geben.

## Spielweise
In einem Artikel des Belfast Telegraph wird Kelly als „Linkshänder mit einem tödlichen Gespür fürs Lochen“ (wörtlich: „mit einem tödlichen Führungsauge“, einem wichtigen Bestandteil der Technik beim Anvisieren eines Balles) beschrieben, der dabei helfen könne, die Fans anzuziehen.

## Erfolge
| Ausgang         | Jahr | Turnier             | Finalgegner  | Ergebnis |
| --------------- | ---- | ------------------- | ------------ | -------- |
| Amateurturniere |      |                     |              |          |
| Sieger          | 1977 | Pontins Autumn Open | George Scott | 7:5      |